# Mognard

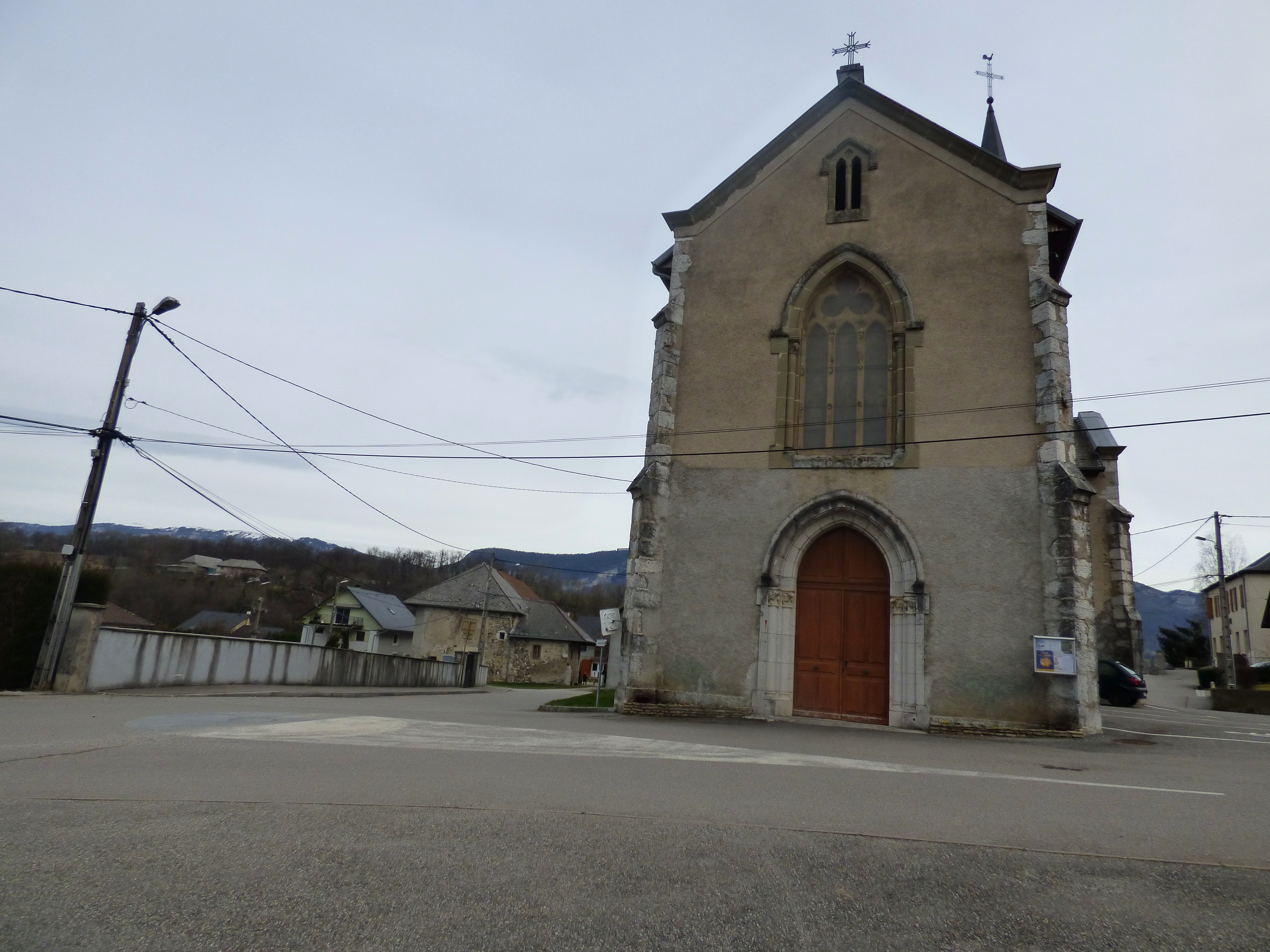
Mognard

Mognard ist eine Commune déléguée mit 423 Einwohnern (Stand 1. Januar 2022) in der Gemeinde Entrelacs im Département Savoie in der Region Auvergne-Rhône-Alpes. Sie gehörte zum Arrondissement Chambéry und zum Kanton Aix-les-Bains-1. Die Ortsbewohner von Mognard heißen auf Französisch Mognardain(e)s.
Mit Wirkung vom 1. Januar 2016 wurden die früheren Gemeinden Albens, Cessens, Épersy, Mognard, Saint-Germain-la-Chambotte und Saint-Girod zu einer Commune nouvelle mit dem Namen Entrelacs zusammengelegt.

## Geographie
Mognard liegt auf 460 m, etwa 20 km nördlich der Stadt Chambéry und 52 km südsüdwestlich der Stadt Genf (Luftlinie). Das Bauerndorf erstreckt sich im Alpenvorland westlich des Massivs der Bauges, im südlichen Albanais, am Rand eines Plateaus der Talsenke, welche das Becken von Rumilly mit dem Lac du Bourget verbindet.
Zu Mognard gehörten neben dem eigentlichen Ortskern auch mehrere Weilersiedlungen und Gehöfte, darunter:
- Maclin (360 m) am südlichen Talhang der Deisse
- Combe-Dessous (420 m) am östlichen Talhang der Deisse
- Combe-Dessus (480 m) am östlichen Talhang der Deisse

Nachbarorte von Mognard sind Albens und Saint-Girod im Norden, Saint-Ours im Osten, Épersy im Süden sowie Grésy-sur-Aix und La Biolle im Westen.

## Geschichte
Erstmals urkundlich erwähnt wird Mognard im 15. Jahrhundert. Im Lauf der Zeit wandelte sich der Ortsname von Mugnard über Mugniard und Mogniard zu Mognard. Zur Zeit des Ancien Régime bestand in Mognard eine kleine Herrschaft, die den Grafen von Savoyen unterstand.

## Sehenswürdigkeiten
Die Dorfkirche Saint-Pierre wurde 1885 erbaut.

## Bevölkerung
| Bevölkerungsentwicklung | Bevölkerungsentwicklung |
| Jahr                    | Einwohner               |
| ----------------------- | ----------------------- |
| 1962                    | 204                     |
| 1968                    | 162                     |
| 1975                    | 175                     |
| 1982                    | 208                     |
| 1990                    | 256                     |
| 1999                    | 300                     |
| 2006                    | 400                     |
| 2011                    | 423                     |

Nachdem die Einwohnerzahl im 20. Jahrhundert rückläufig war, wurde seit Mitte der 1970er Jahre dank der schönen Wohnlage wieder eine deutliche Bevölkerungszunahme verzeichnet.

## Wirtschaft und Infrastruktur
Mognard war bis weit ins 20. Jahrhundert hinein ein vorwiegend durch die Landwirtschaft geprägtes Dorf. Daneben gibt es heute verschiedene Betriebe des lokalen Kleingewerbes. Mittlerweile hat sich das Dorf auch zu einer Wohngemeinde entwickelt. Viele Erwerbstätige sind Wegpendler, die in den größeren Ortschaften der Umgebung sowie im Raum Chambéry und Annecy ihrer Arbeit nachgehen.
Die Ortschaft liegt abseits der größeren Durchgangsstraßen. Lokale Straßenverbindungen bestehen mit Grésy-sur-Aix, La Biolle, Saint-Girod und Épersy. Der nächste Anschluss an die Autobahn A41, welche das Gemeindegebiet durchquert, befindet sich in einer Entfernung von rund 6 km.

### Ausbildung
In Mognard befinden sich eine Grundschule (école primaire).